# Rajd Costa Brava 1983
Rajd Costa Brava 1983 (31. Rally Costa Brava) – 31 edycja rajdu samochodowego Rajd Costa Brava rozgrywanego w Hiszpnii. Rozgrywany był od 18 do 20 lutego 1983 roku. Była to piąta runda Rajdowych Mistrzostw Europy w roku 1983 (rajd miał najwyższy współczynnik - 4) oraz pierwsza runda Rajdowych Mistrzostw Hiszpanii.

## Klasyfikacja rajdu
| Miejsce                      | Kierowca                     | Pilot                        | Samochód                     | Czas                         | Strata                       |                              |
| Klasyfikacja generalna i ERC | Klasyfikacja generalna i ERC | Klasyfikacja generalna i ERC | Klasyfikacja generalna i ERC | Klasyfikacja generalna i ERC | Klasyfikacja generalna i ERC | Klasyfikacja generalna i ERC |
| ---------------------------- | ---------------------------- | ---------------------------- | ---------------------------- | ---------------------------- | ---------------------------- | ---------------------------- |
| 1.                           | Miki Biasion                 | Tiziano Siviero              | Lancia 037 Rally             | 7:15:23                      | 0.0                          |                              |
| 2.                           | Antonio Zanini               | Victor Sabater               | Talbot Sunbeam Lotus         | 7:24:30                      | +9:07                        |                              |
| 3.                           | Beny Fernández               | José Luis Sala               | Porsche 911 SC               | 7:42:16                      | +26:53                       |                              |
| 4.                           | Robert Cat                   | Alain Florès                 | Citroën Visa Chrono          | 8:07:12                      | +51:49                       |                              |
| 5.                           | René Sarrazin                | Albert Neyron                | Renault 5 Turbo              | 8:10:15                      | +54:52                       |                              |
| 6.                           | Carles Santacreu             | Antonio Santacreu            | Opel Ascona B 2.0 SR         | 8:11:37                      | +56:14                       |                              |
| 7.                           | Josep Frigola                | Carles Bou                   | Renault 5 Alpine             | 8:40:04                      | +1:24:41                     |                              |
| 8.                           | Jean-Louis Ravenel           | Bernard Boulay               | Citroën Visa Chrono          | 8:44:26                      | +1:29:03                     |                              |
| 9.                           | Octavi Candela               | Josep María Arbos            | Volkswagen Golf GTi          | 8:52:50                      | +1:37:27                     |                              |
| 10.                          | Francesc Xufré               | Manuel Molina                | Volkswagen Golf GTi          | 8:55:27                      | +1:40:04                     |                              |